# Diogo I Nkumbi a Mpudi
Diogo I, també anomenat Nkumbi a Mpudi va ser manikongo (rei del Congo) entre 1545 i 1561. El rei Diogo I era net del rei Afonso I i va ocupar el tron del regne del Congo després d'enderrocar al seu oncle Pedro I, la qual cosa va obligar a aquest últim refugiar-se en una de les esglésies catòliques construïdes pels portuguesos a la capital, São Salvador.
Diogo I va dur a terme una recerca en 1550, de la qual queda constància documental, sobre un complot en contra seu impulsat pel seu oncle, el rei deposat. En 1555, el rei va decidir tallar tots els vincles amb Portugal, a la qual considerava com una potencial amenaça i una intromissió en el regne, expulsant als 70 ciutadans portuguesos que residien al regne. Això no obstant això, el rei Diogo I va promoure la implantació de la fe catòlica en el Congo, labor ja iniciada per Alfons I durant el seu regnat, hagut de principalment a la influència portuguesa. Encara que Alfons I havia creat un model inicial per l'Església Catòlica al Congo, Diogo I esperava estendre-ho al llarg de les zones rurals i també als països veïns. El 1557 va impulsar l'arribada de missioners franciscans, a qui va recolzar fins a la seva mort.
Després de la seva mort en 1561, va ser succeït pel seu fill il·legítim Afonso II.